# Kurjanovas ezers
Kurjanovas ezers este o arie protejată (arie specială de conservare — SAC, sit de importanță comunitară — SCI, arie de protecție specială avifaunistică — SPA) din Letonia întinsă pe o suprafață de 262,9 ha, integral pe uscat.

## Localizare
Centrul sitului Kurjanovas ezers este situat la coordonatele 56°31′51″N 27°59′07″E / 56.5308°N 27.9852°E.

## Înființare
Situl Kurjanovas ezers a fost declarat arie de protecție specială avifaunistică în decembrie 2003 pentru a proteja 2 specii de plante și 1 specie de animale. Alte tipuri de protecție:
- sit de importanță comunitară (în mai 2004)
- arie specială de conservare (în mai 2004)[1][3][4]

## Biodiversitate
Situată în ecoregiunea boreală, aria protejată conține 9 habitate naturale: Lacuri eutrofice naturale cu vegetație de tip Magnopotamion sau Hydrocharition, Pajiști uscate seminaturale și facies de acoperire cu tufișuri pe substraturi calcaroase (Festuco-Brometalia) (* situri importante pentru orhidee), Mlaștini turboase de tranziție și turbării mișcătoare, Taiga vestică, Păduri caducifoliate bătrâne naturale hemiboreale fino-scandinave (Quercus, Tilia, Acer, Fraxinus sau Ulmus) bogate în specii epifite, Păduri de conifere pe eskere fluvioglaciare sau legate la acestea, Păduri caducifoliate de mlaștină fino-scandinave, Păduri pe pante, grohotișuri și ravene de Tilio-Acerion, Mlaștini împădurite.
La baza desemnării sitului se află mai multe specii protejate:
- plante (2): moșișoare (Liparis loeselii), Najas flexilis
- mamifere (1): liliac de iaz (Myotis dasycneme)

Pe lângă speciile protejate, pe teritoriul sitului au mai fost identificate 5 specii de plante.